# ランドサット7号
ランドサット7号 (Landsat 7) は、1999年4月15日に打ち上げられたランドサット計画の人工衛星である。ランドサット7号の主目的は、地球を撮影した衛星写真の更新であり、最新の雲のない画像を撮影することであった。ランドサット計画は、アメリカ地質調査所 (USGS) が監理運営しており、撮影データはUSGSが収集し、配布した。アメリカ航空宇宙局 (NASA) のNASA World Wind計画は、様々な角度から見ることのできるランドサット7号の3D写真を含む画像を無料で公開している。伴衛星の地球観測衛星1号は、1分遅れで同じ軌道を周回する。ランドサット7号はロッキード・マーティンによって製造された。

## 諸元
ランドサット7号の開発には5年間が費やされ、1日当たり532枚の画像を伝送できる能力を持つ。ランドサット7号は、極軌道、太陽同期軌道にいるため、地球の表面全域を撮影することができる。高度は705±5kmであり、地球の表面全域を撮影するためには、地球232周、16日間を要する。重量は1973kg、長さは4.04m、直径は2.74mである。378ギガビット（画像約100枚分）の固体メモリを持つ。ランドサット7号に搭載された主要機器は、Enhanced Thematic Mapper Plus (ETM+)である。

## Scan Line Correctorの故障
2003年5月31日、ETM+のスキャン走査線補正装置(SLC)が故障した。SLCは、撮影用の鏡の動きに合わせて軸の周りを回転する1対の小さな鏡で構成されており、その目的は、撮影した画像が互いに平行に整列するように宇宙船が前に進む動きを補償することである。SLC無しでは、撮影した画像はジグザグになり、2度撮影される場所があったり、1度も撮影されない場所があったりすることになる。実際、SLCの機能無しでは、ランドサット7号のデータの22%が失われることになる。
SLCの故障後、USGS、NASA、ETM+の開発を請け負ったHughes Santa Barbara Remote Sensingの代表者から構成されるAnomaly Response Team (ART)が発足した。チームは、考えられる故障のシナリオを書き出したが、そのほとんどはSLC自体の機械的な問題に起因するものであった。SLCのバックアップはなかったため、機械的な故障ということは、問題が恒久的に解決しないことを意味するものであった。チームは電子回路の故障の可能性を排除することができなかったが、そのような可能性はなさそうだと判断された。2003年9月3日、USGSの責任者チャールズ・G・グロートは、ランドサット7号の冗長系の電子回路を使って、ETM+及びその他の機器を再起動することを認めた。
公表によると、NASAのゴダード宇宙センターに本部を置くUSGSの飛行管理チームは、宇宙船に送るコマンドをアップロードして冗長系の電子回路を起動するということであった。この試みは成功し、2003年9月5日にETM+は再起動した。冗長系の電子回路にはSLCに生じた問題が及んでいないことは明らかであった。これに続いて、初期電子回路に戻す装置の再構成も行われた。結局、ARTは、SLCの問題は電子的な不具合ではなく、機械的な故障で恒久的なものであるという結論を出した。
ランドサット7号は、このモードでデータの収集を続けた。データの欠けた部分は、ランドサット7号の撮影した別のデータから、ユーザが選んで埋め合わせるという運用が行われた。ランドサット7号の後継機として、同等のセンサー機能を持つ新しい衛星の研究が行われている。

## 衛星画像
1998年8月、NASAは、地球の陸上部分のほとんど全てをカバーするLandsat GeoCoverを作成するための企業アースサットを設立した。GeoCoverは、2000年頃に色調整をしたデジタル画像のEarthSat NaturalVueに拡張された。
Google Maps、Google Earth、MSN Maps、Yahoo Maps等のウェブマッピングサービスの多くは、ランドサット7号の画像データに基づいている。